# Adobe Photoshop Elements
Adobe Photoshop Elements è un software sviluppato dalla Adobe, giunto alla versione 2022 per Windows e macOS, che consente agli utenti amatoriali di utilizzare una selezione ristretta di strumenti avanzati di fotoritocco — solitamente appannaggio di utenti esperti come editor e artisti professionali a causa della complessità e del prezzo.
Si tratta di una versione ridotta di Adobe Photoshop, software di ritocco fotografico e disegno digitale ormai divenuto lo standard de facto delle rispettive industrie.

## Interfaccia grafica
L'interfaccia grafica è molto simile a quella della versione integrale di Photoshop, caratterizzata dalla palette strumenti, dall'organizzatore di livelli e dal navigatore. Sono inoltre presenti i menu filtri, effetti e stili livello, per un'applicazione rapida di effetti standard all'immagine, e i menu procedure e consigli, per insegnare ai nuovi utenti l'utilizzo del programma.

## Limitazioni
Le limitazioni di Elements riguardano caratteristiche prettamente professionali che non interessano gli utenti occasionali o alle prime armi, per i quali questo software è stato realizzato.
Una limitazione consiste nella mancanza di supporto ai modelli di colore CMYK e Lab, rendendo disponibili solo la scala di colore, la scala di grigi e la tricromia RGB; inoltre non c'è supporto per il colore 16 bit, ed è quindi limitato agli 8 bit per canale.
Altre caratteristiche, come menu avanzati di ritocco dei bordi o per trasformazioni più complesse dei livelli, sono assenti.